# Underworld
Underworld és un grup de música electrònica nascut el 1980 a Cardiff, Gal·les, i format pels músics Karl Hyde i Rick Smith. Entre els exmembres destacats hi ha Darren Emerson (1991-2001) i Darren Price (2005-2016).

## Trajectòria
Després de crear-se com a banda de música funk i synthpop, publicant dos àlbums entre 1988 i 1989, Underworld va guanyar popularitat convertint-se, el 1993, en un grup de house progressiu i techno i publicant posteriorment set àlbums, entre ells Dubnobasswithmyheadman (1994), Second Toughest in the Infants (1996), i el single de 1996 «Born Slippy .NUXX». Conegut pel veejing i el dinamisme dels seus directes, Underworld ha influït en un ampli ventall d'artistes i ha estat present en bandes sonores de pel·lícules i en la inauguració dels Jocs Olímpics d'Estiu de 2012 a Londres juntament amb el cineasta Danny Boyle. Al llarg de la seva carrera, han col·laborat amb músics com Brian Eno, John Hopkins i Iggy Pop, amb qui van gravar l'EP Teatime Dub Encounters.
Underworld ha estat citat com a influència per a diversos compositors de música de videojocs, com Nobuyoshi Sano, Andrew Sega, Jesper Kyd, Michiel van den Bos i Rom Di Prisco.

## Discografia
Àlbums d'estudi
- Underneath the Radar (1988)
- Change the Weather (1989)
- Dubnobasswithmyheadman (1994)
- Second Toughest in the Infants (1996)
- Beaucoup Fish (1999)
- A Hundred Days Off (2002)
- Oblivion with Bells (2007)
- Barking (2010)
- Barbara Barbara, We Face a Shining Future (2016)[10]
- Drift Series 1 (2019)